# Josef Röder (Architekt)
Josef Philipp Röder (* 18. März 1862 in Kaiserslautern; † 13. Dezember 1900) war ein deutscher Architekt der Neugotik. Er war vor allem als Kirchenarchitekt tätig und entwarf Baupläne für mehrere römisch-katholische Basiliken im Rhein-Main-Gebiet.

## Leben

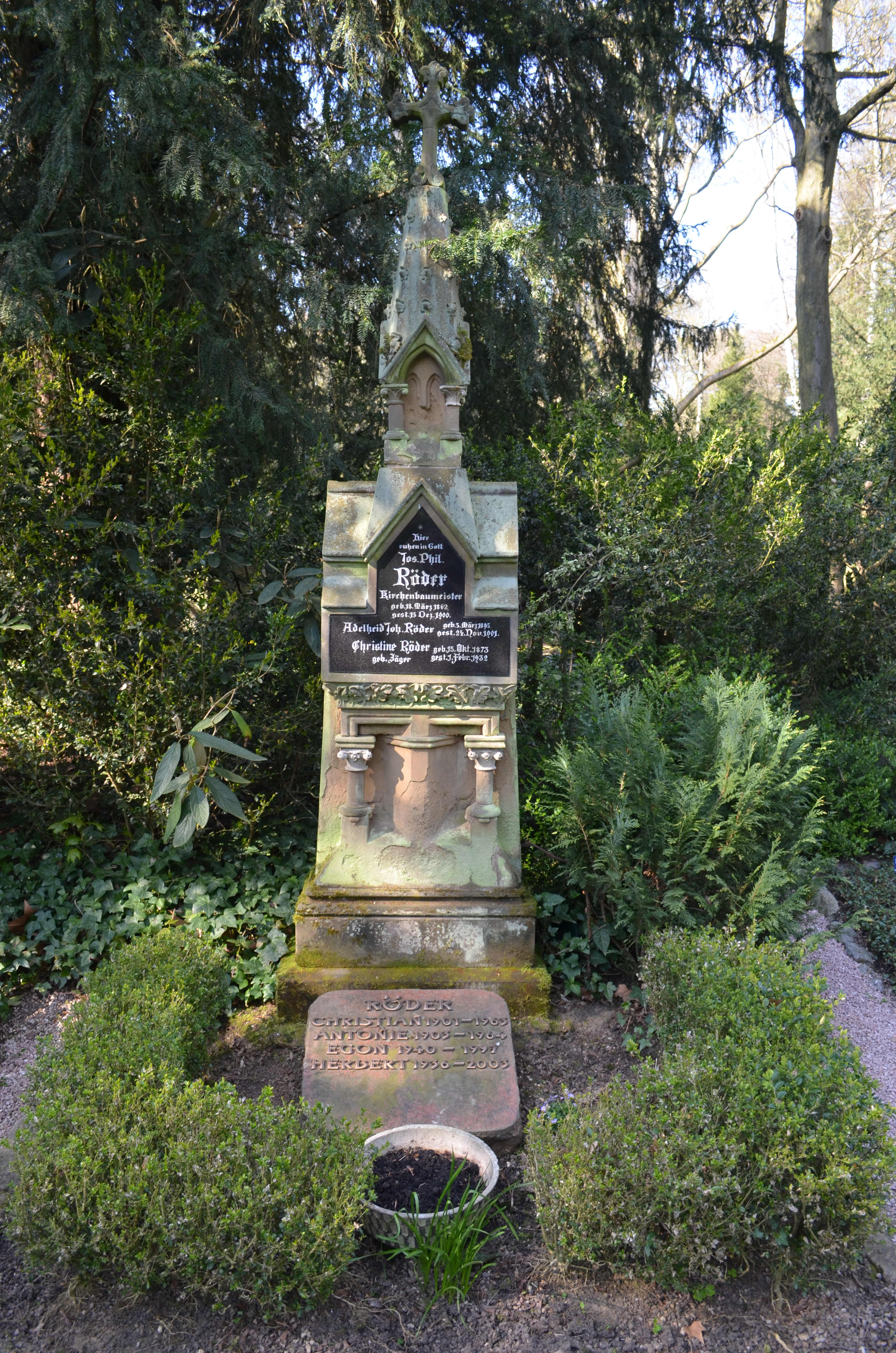
Grab der Familie Röder in Frankfurt am Main

Josef Röder wurde 1862 in Kaiserslautern geboren und wuchs als Sohn eines Malermeisters auf. Er erlernte den Beruf seines Vaters und zog 1882 nach München, wo er anfangs auch als Maler tätig war. Nachdem Röder im Frühjahr 1886 kurzzeitig eine bautechnische Stellung in Neustadt übernommen hatte, begab er sich im Herbst desselben Jahres wieder zurück nach München, wo er ein Architekturstudium aufnahm. 1888 wirkte Röder als Stadtbaumeister in Breslau, bevor er 1890 nach Düsseldorf und von dort weiter nach Köln zog. In den 1890er-Jahren war er vor allem im Rhein-Main-Gebiet aktiv und entwarf Baupläne für mehrere neugotische Basiliken. Alle von Röder konzipierten Kirchenbauten sind römisch-katholische Pfarrkirchen, er selbst war jedoch Protestant.
Am 19. Oktober 1893 heiratete Röder die gebürtige Frankfurterin Christine Jäger im Frankfurter Dom. Aus der Ehe ging mindestens eine gemeinsame Tochter hervor.
Josef Röder verstarb am 13. Dezember 1900 im Alter von 38 Jahren und wurde auf dem Frankfurter Hauptfriedhof beigesetzt.

## Bauten und Entwürfe

### Kirchenbauten
- 1892–1894: Katholische Kirche St. Antonius in Rödelheim (Frankfurt am Main)[2]
- 1894–1896: Katholische Kirche St. Matthias in Nieder-Roden (Rodgau)
- 1894–1896: Katholische Kirche St. Nazarius in Ober-Roden (Rödermark)
- 1895–1896: Katholische Kirche Mariä Himmelfahrt in Griesheim (Frankfurt am Main)[2]
- 1896: Dachreiter und Fassade der katholischen Kirche St. Mauritius in Gimbsheim[3]
- 1896–1897: Katholische Kirche St. Pankratius in Bürgel (Offenbach am Main)
- 1899–1901: Katholische Kirche St. Maximin in Niederbrechen (Brechen (Hessen))

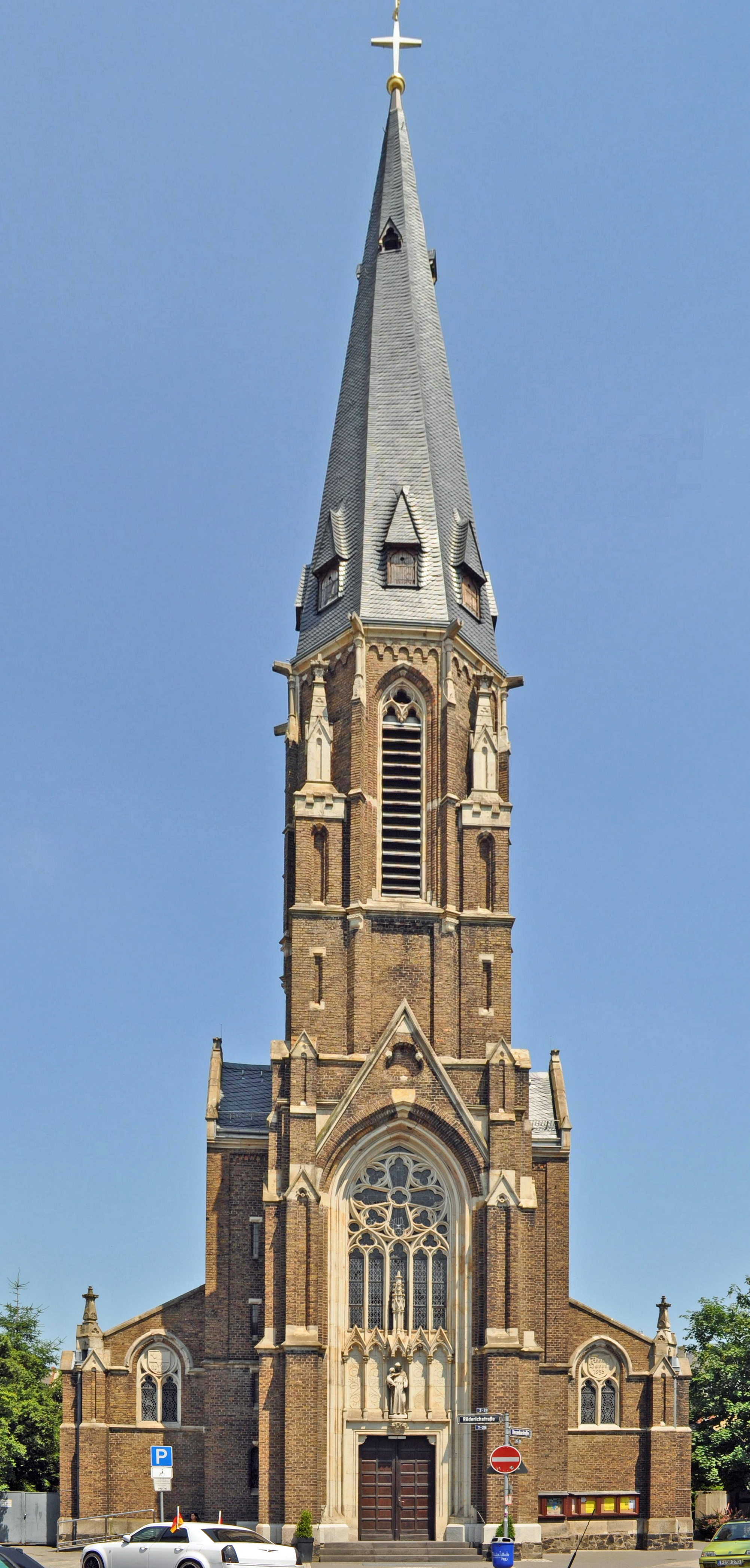
St. Antonius in Rödelheim
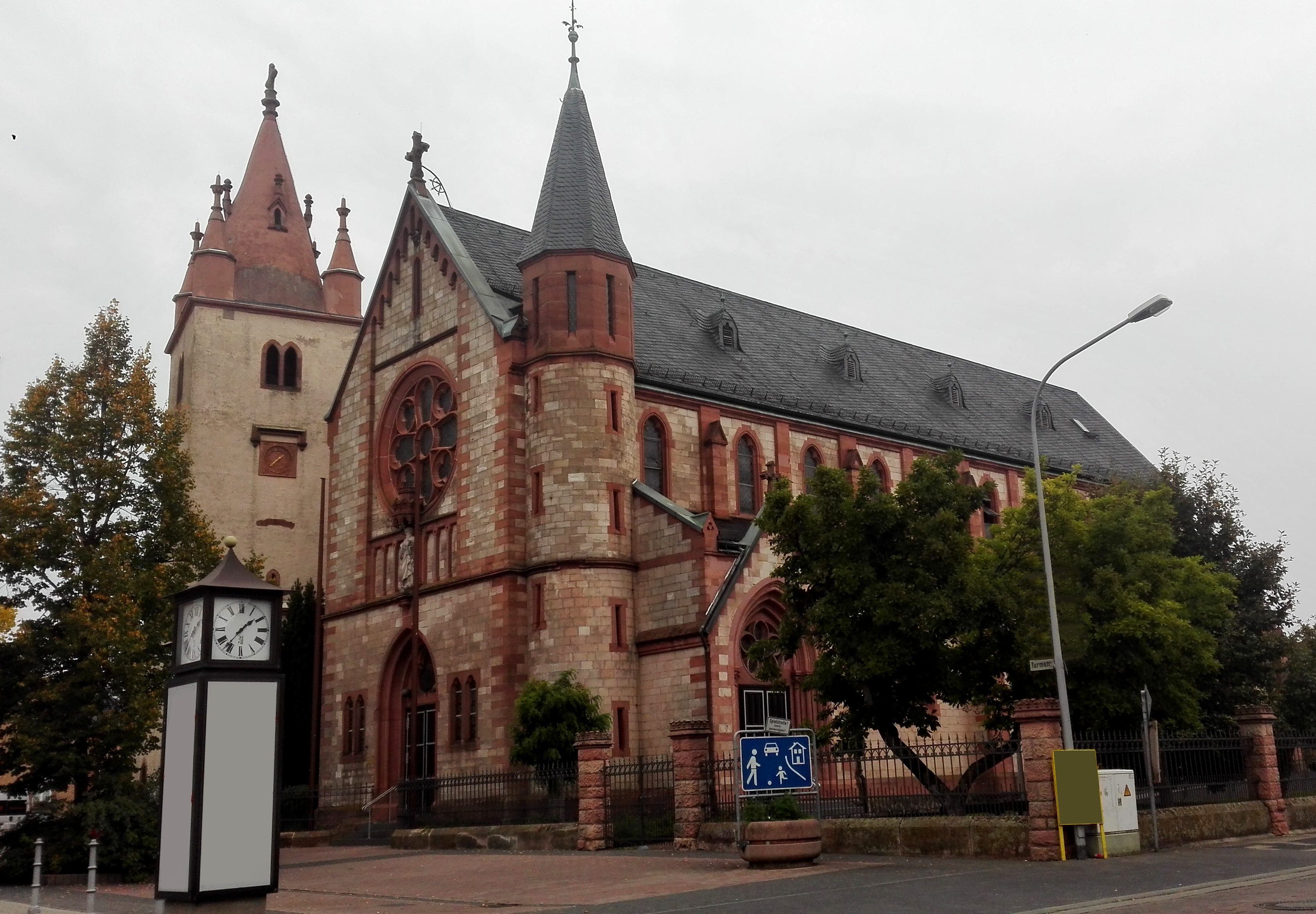
St. Matthias in Nieder-Roden
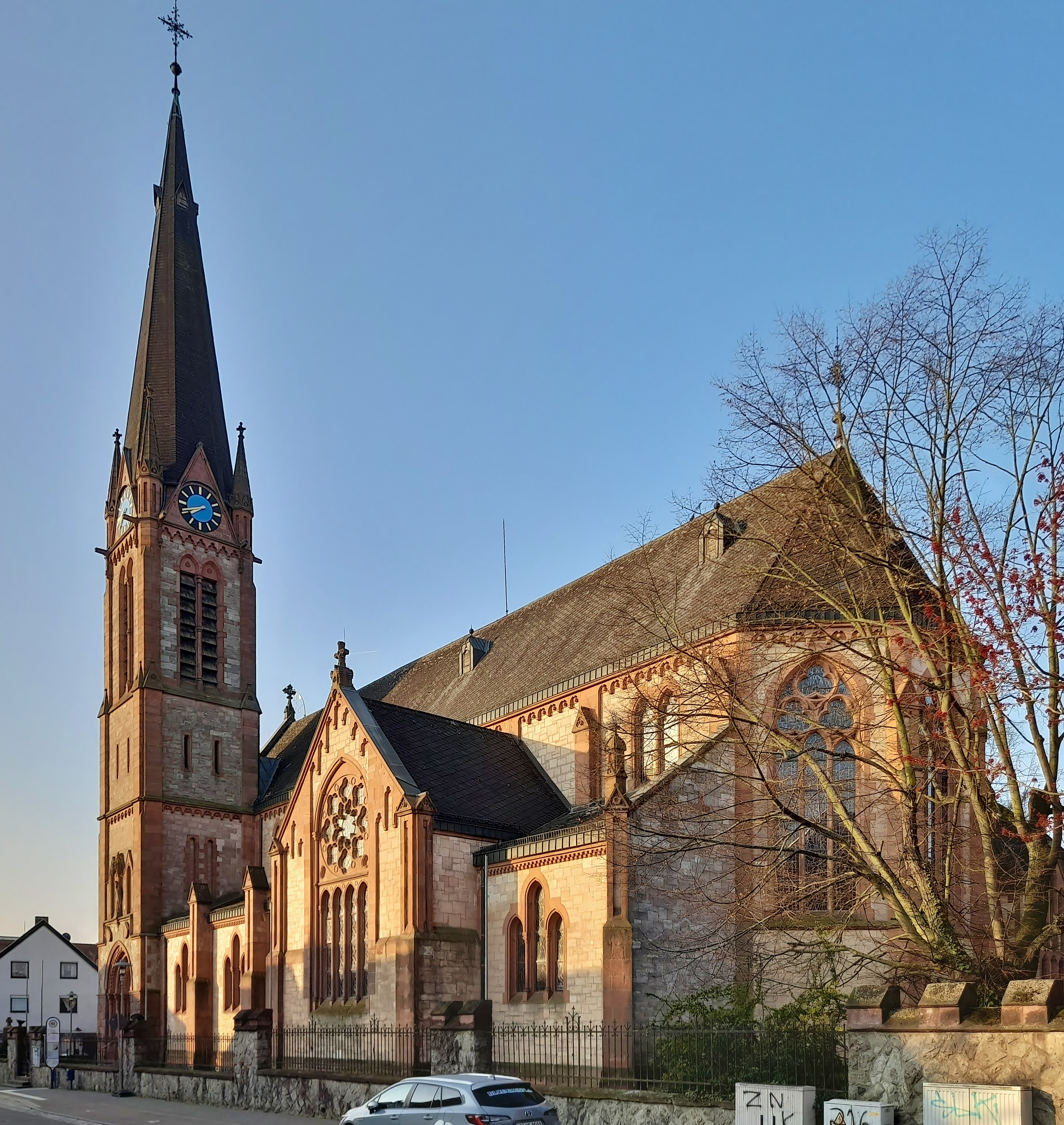
St. Nazarius in Ober-Roden
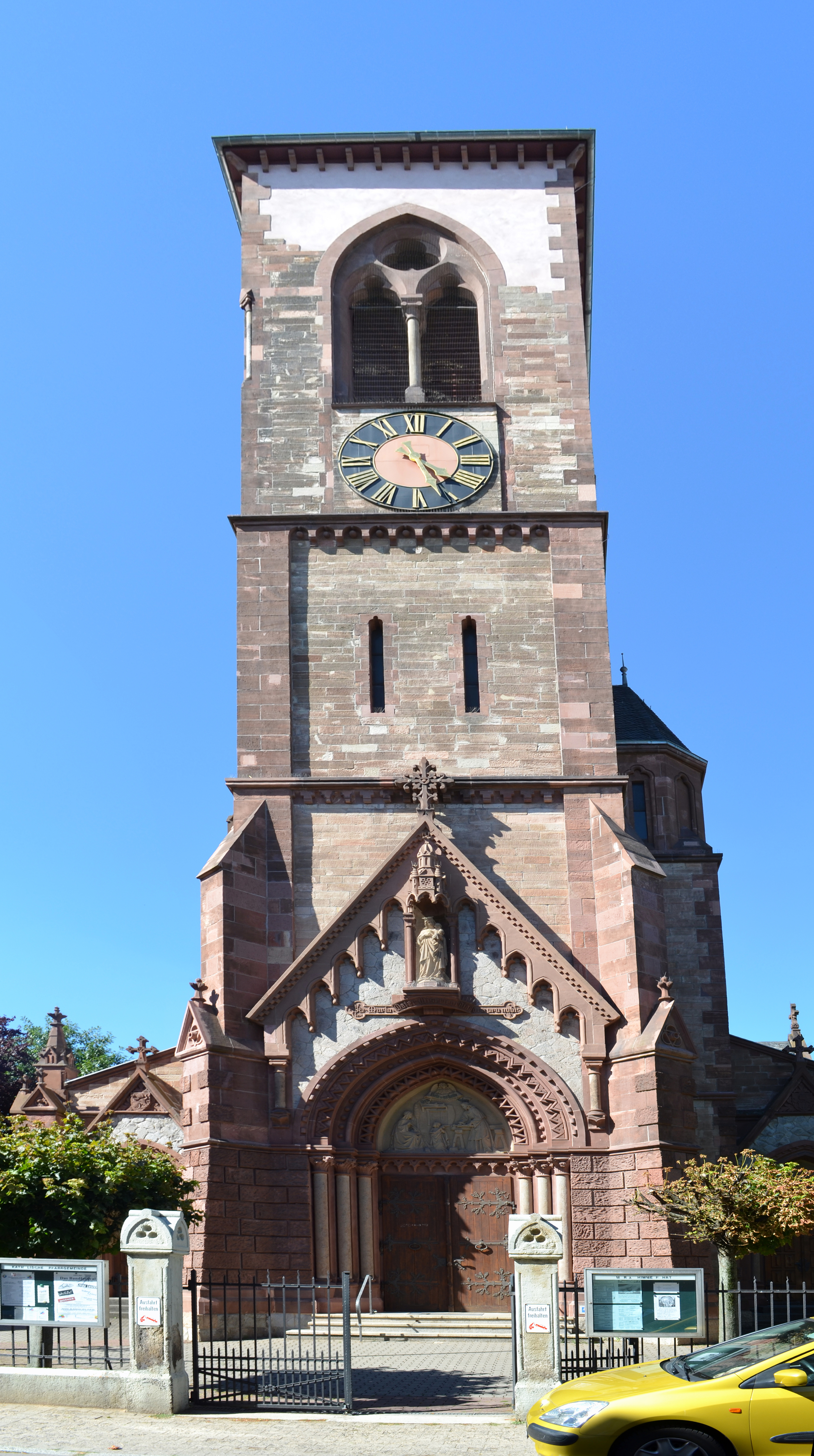
Mariä Himmelfahrt in Griesheim
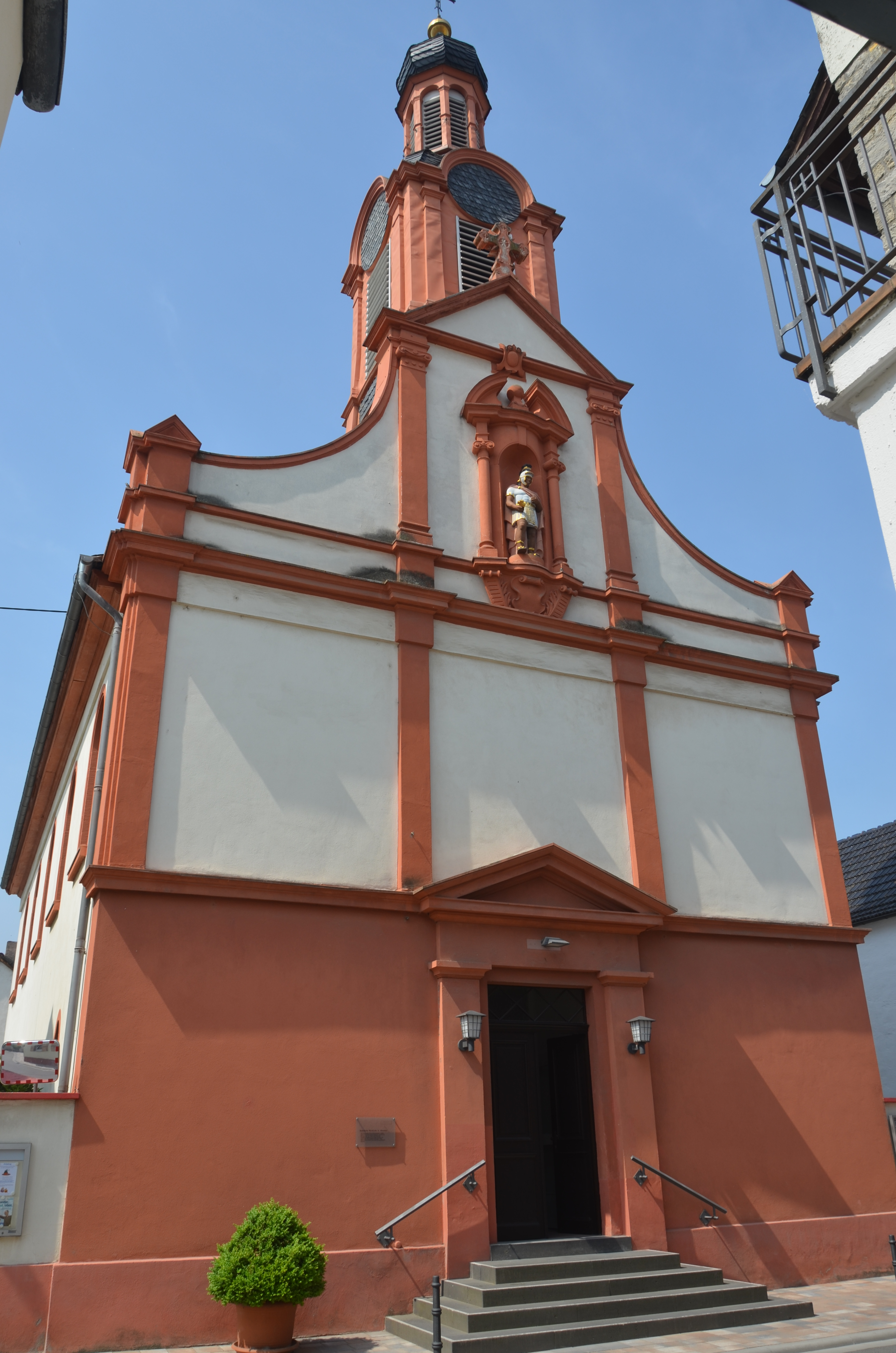
St. Mauritius in Gimbsheim
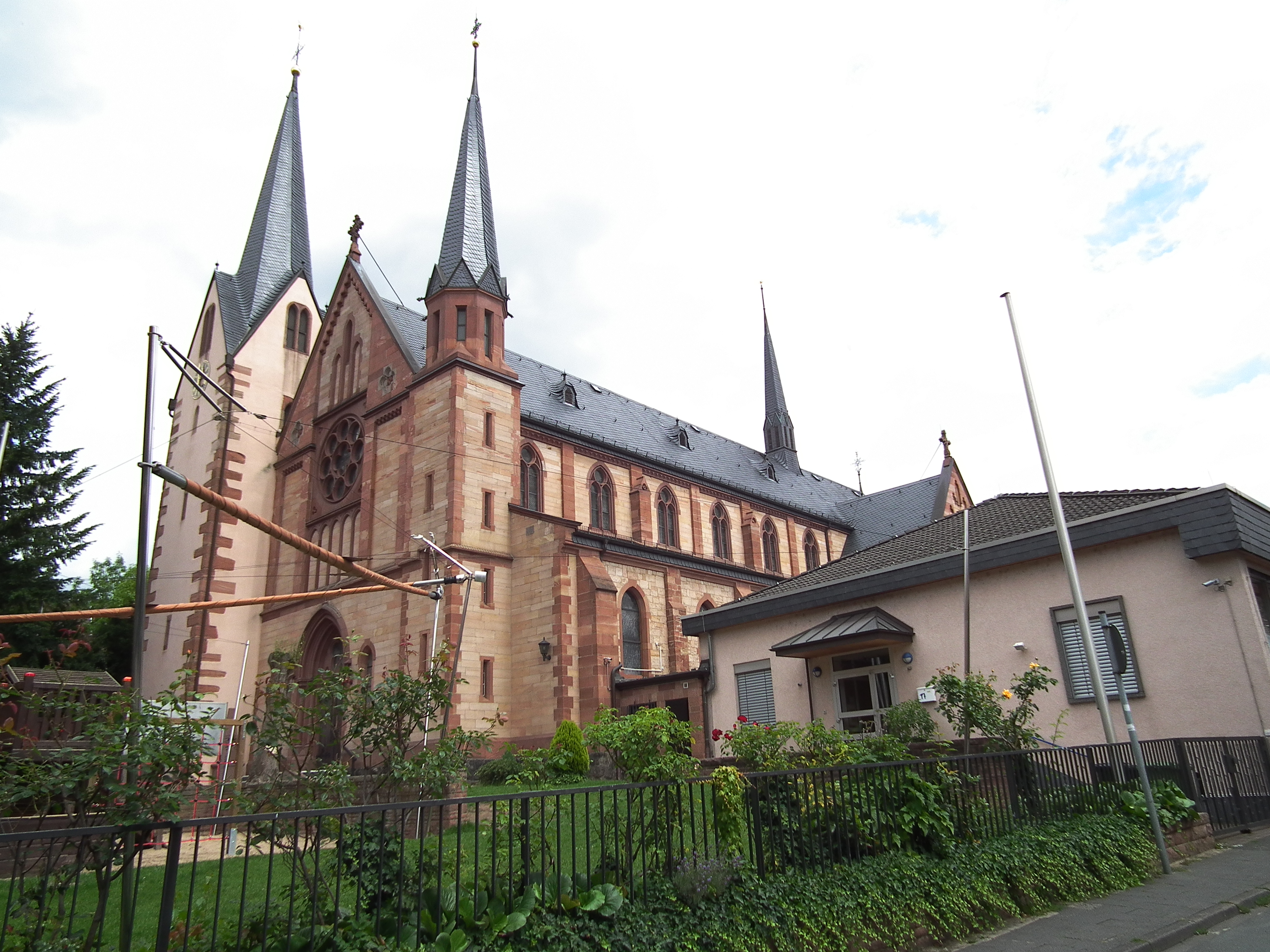
St. Pankratius in Bürgel
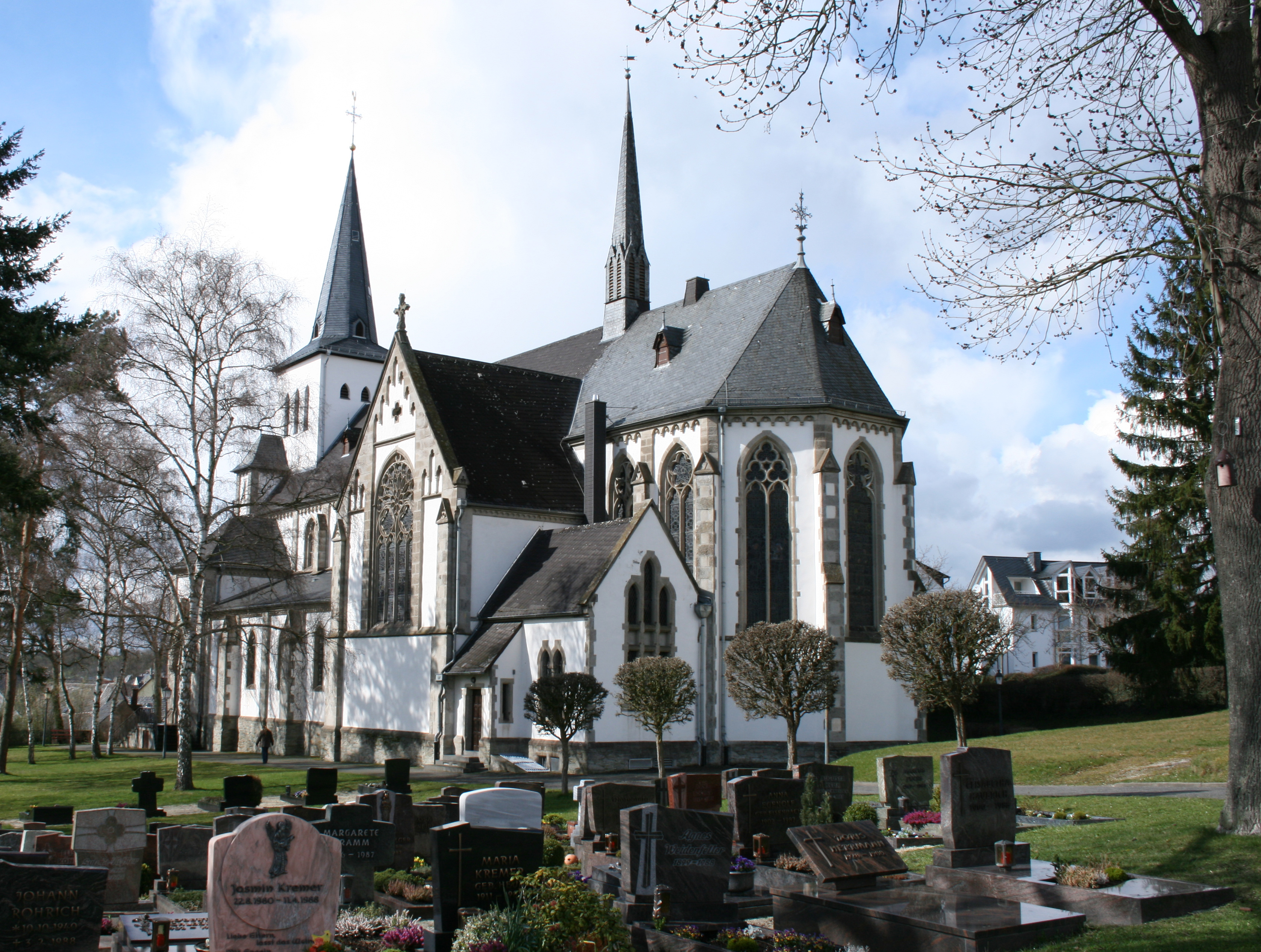
St. Maximin in Niederbrechen

### Profanbauten
- 1888: Sparkasse in Breslau
- 1888: Bibliothek am Roßmarkt in Breslau
- 1890: Gasanstalt in Düsseldorf
- um 1890: Eisenbahndirektion in Köln
- Erweiterung des bischöflichen Konvikts in Dieburg